# Децим Лаберий
Де́цим Лабе́рий (лат. Decimus Laberius; родился, по одной из версий, в 106 году до н. э. — умер в 43 году до н. э.) — древнеримский драматург.

## Биография
Лаберий принадлежал к всадническому сословию и писал так называемые «мимы»; сохранились 43 названия его произведений и ряд фрагментов, составляющих в общей сложности 170 стихов. Его стиль был крайне язвительным, и объектом нападок часто становился Гай Юлий Цезарь. Поэтому последний заставил Лаберия выступить на сцене в одном из мимов своего сочинения, что влекло за собой лишение всаднических прав. Позже Цезарь снова сделал Лаберия всадником, но тот не забыл это унижение. 
К творчеству Лаберия несколько раз обращался Авл Геллий